# アレクサンダー・フォン・クノーベルスドルフ

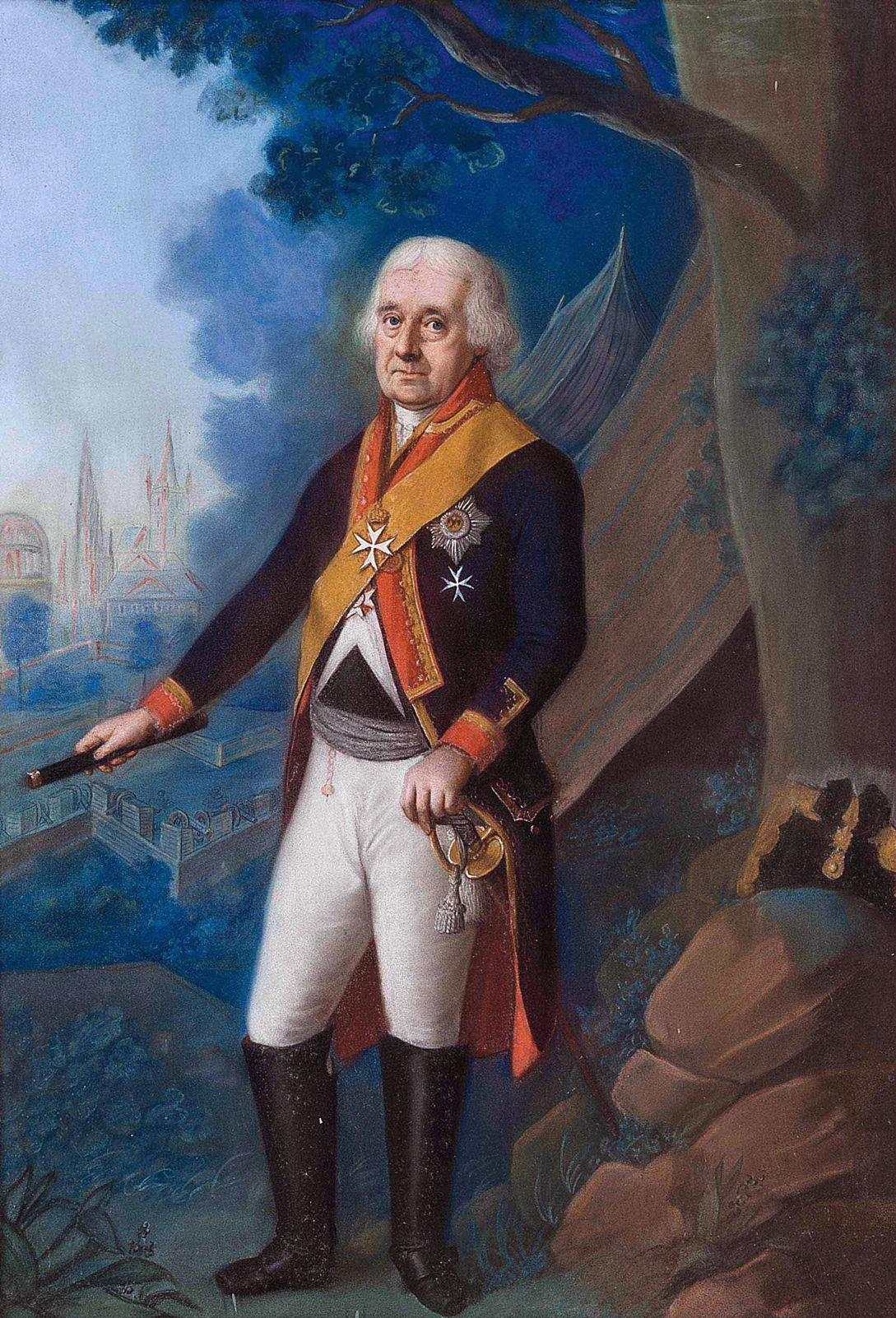
1799年画

アレクサンダー・フリードリヒ・フォン・クノーベルスドルフ（Alexander Friedrich von Knobelsdorff、1723年5月13日 - 1799年12月10日）は、プロイセン王国の貴族、軍人。

## 生涯
1776年、連隊長としてエルンスト・フォン・リュッヒェルに、地方総監学校での研修を命じた。
1793年、対仏同盟軍の戦況が悪化し、司令官を更迭されたブラウンシュヴァイク＝ヴォルフェンビュッテル公カールに代わりプロイセン軍の総指揮を取った。

## 人物
知識人と親交があり、啓蒙思想の軍人であった。シュテンダール（現：ドイツ東部ザクセン＝アンハルト州）のフリーメイソン・ロッジの支部長を長く務め、後にエルンスト・フォン・リュッヒェルを招きいれる等、リュッヒェルに対して多大な影響を与えた。